# Motgift
Ett motgift, även kallat antidot, är en substans eller ett ämne som används för att motverka effekten av ett gift (förgiftning).
Ett motgift kan fungera på olika sätt. En del motgifter binder upp det toxiska ämnet så att det inte kan tas upp av kroppen, andra snabbar på utsöndringen av ämnet. Ytterligare en verkningsmekanism kan vara att motgiftet har en fysiologisk verkan som är raka motsatsen mot vad giftet gör, vilket därmed motverkar giftets skadliga effekter.

## Några exempel på ämnen och dess antidoter
- Aktivt kol - kan binda upp många olika ämnen, men bara om giftet tagits oralt.[3]
- Paracetamol - antidot: Acetylcystein[4]
- Arsenik - antidot: Ferrihydroxid[5]
- Atropin – antidot: Morfin[6]
- Morfin – antidot: Atropin[6]